# اومولون
اومولون (به لاتین: Omolon) یک رود در روسیه است که در ناحیه خودگردان چوکوتکا واقع شده‌است.